# 周富强
周富强（1964年6月—），河南鲁山人，郑州大学哲学系毕业，法学硕士，1984年1月加入中共，1984年8月参加工作。现任郑州市人大常委会主任。

## 简历
1984年8月，进入新疆维吾尔自治区劳动人事厅任干部；2002年6月，任中共河南省纪委第三纪检监察室主任，2012年3月，任河南省监察厅副厅长；
2016年9月，任中共郑州市委常委、市纪委书记；2020年2月，任中共郑州市委副书记。
2022年4月，当选为郑州市人大常委会主任。